# Пенсійний план
Пенсі́йний план — порядок управління та розміщення накопичених пенсійних внесків, який відповідає таким вимогам:
- пенсійні рахунки відкриваються платником податку у банках, уповноважених Кабінетом Міністрів України за погодженням з Національним банком України;
- вкладниками пенсійного рахунку можуть бути працівники, які перебувають у трудових відносинах з платником податку;
- зняття коштів з рахунків вкладника не може провадитися раніше ніж за досягнення ним віку, встановленого Кабінетом Міністрів України, за винятком випадків, коли такий вкладник:
  - виїжджає за кордон на постійне місце проживання;
  - оголошений судом безвісно відсутнім або померлим;
  - помер;
- у разі смерті власника пенсійного рахунку кошти, а також відсотки, нараховані на такі кошти, передаються спадкоємцям власника такого рахунку та додаються до їх пенсійних рахунків у порядку, визначеному законодавством;
- уповноважений банк зобов'язаний тримати кошти, внесені вкладниками, у ліквідній формі згідно з правилами, встановленими законодавством з пенсійного страхування;
- підприємство, що відкриває пенсійний план на користь своїх працівників, повинно бути зареєстровано у порядку, передбаченому законодавством про пенсійні плани.